# Pagensand
Pagensand (von Plattdeutsch: Paag = Wallach) ist eine Elbinsel in der Unterelbe.
Die Insel ist ca. 5,8 km lang, etwa 1 km breit und ca. 520 ha groß. Sie gehört hauptsächlich zur Gemeinde Seestermühe (Kreis Pinneberg, Schleswig-Holstein), der südliche Teil gehört zur Gemeinde Haselau (Kreis Pinneberg, Schleswig-Holstein) und ein kleiner Teil an der Nordspitze zur Gemeinde Kollmar (Kreis Steinburg, Schleswig-Holstein). Im Südwesten gehört noch ein kleiner Streifen der Insel zur Gemeinde Stade, Niedersachsen, welches sich am westlichen Elbufer befindet, wo sich auch der Seehafen Stade und die Festung Grauerort befindet. Im Südosten liegt die Pinnaumündung an der Haseldorfer Binnenelbe und im Nordosten die Mündung der Krückau in die Pagensander Nebenelbe. Westlich der Insel verläuft das viel befahrene Fahrwasser der Elbe, deswegen stehen auf Pagensand auch 5 Leuchtfeuer.

## Geschichte
Ursprünglich handelte es sich nur um eine große Sandbank am Ostufer der Elbe. Sie wurde etwa seit 1900 als Absetzplatz für ausgebaggerten Elbschlick benutzt, dabei um das etwa Fünffache vergrößert und im Niveau erhöht. So entstand eine fruchtbare Kultur- und Wiesenlandschaft. Zum 1. Dezember 1910 wurden 11 Einwohner auf Pagensand nachgewiesen. Zusammen mit den weiteren Elbinseln Mühlenwärder, Rugenbergen und Waltershof wurde Pagensand am 1. Januar 1913 in die Stadt Hamburg eingegliedert. 1928 wurde Pagensand nach Seestermühe eingemeindet.
Nach Ende des Zweiten Weltkrieges entstand seitens der britischen Marine der Plan, die Insel Helgoland zu sprengen. Die ca. 3000 im deutschen Exil auf über 60 Ortschaften verteilt lebenden Helgoländer verfolgten Ende 1945 bis Anfang 1946 den Plan, Pagensand als neue Heimat zu gewinnen.
Pagensand ist heute unbewohnt. Bis zum Sommer 1998 stand ein Bauernhof mit angeschlossener Gaststätte auf der Insel. Er wurde jedoch zum 31. Mai 1998 auf Anordnung der Behörden geräumt und später abgerissen, da das Grundstück für weitere Aufspülungen genutzt wurde, die durch die Vertiefung der Hauptfahrrinne der Elbe nötig wurden. Die Bewohner des Bauernhofes waren zuvor die einzigen Bewohner der Insel. Für die Kinder der jeweiligen Pächterfamilien kam gegebenenfalls ein- bis zweimal in der Woche ein Lehrer der Grundschule Seester per Boot für den Unterricht nach Pagensand. Die Insel ist heute vollständig Naturschutzgebiet; in den Sommermonaten werden Rinder mit Booten zum Grasen auf die Insel gebracht. Das hat neben dem wirtschaftlichen Nutzen auch einen naturschützenden Hintergrund: Die weidenden Rinder halten die Landschaft offen für viele Arten von Wiesenbrütern.

Galerie Insel Pagensand - Unterelbe
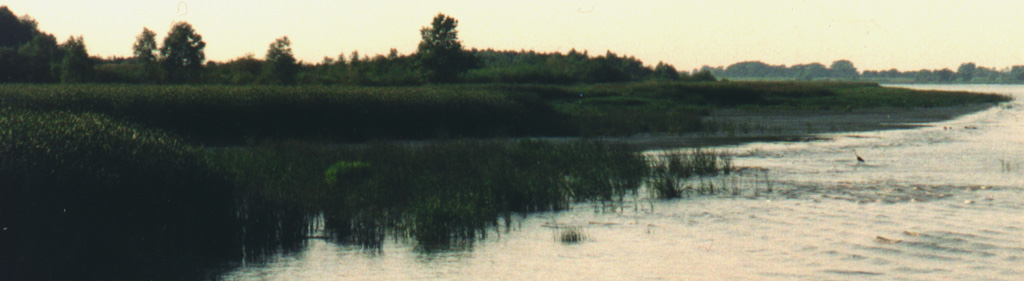
Blick von der Pagensander Nebenelbe auf Pagensand
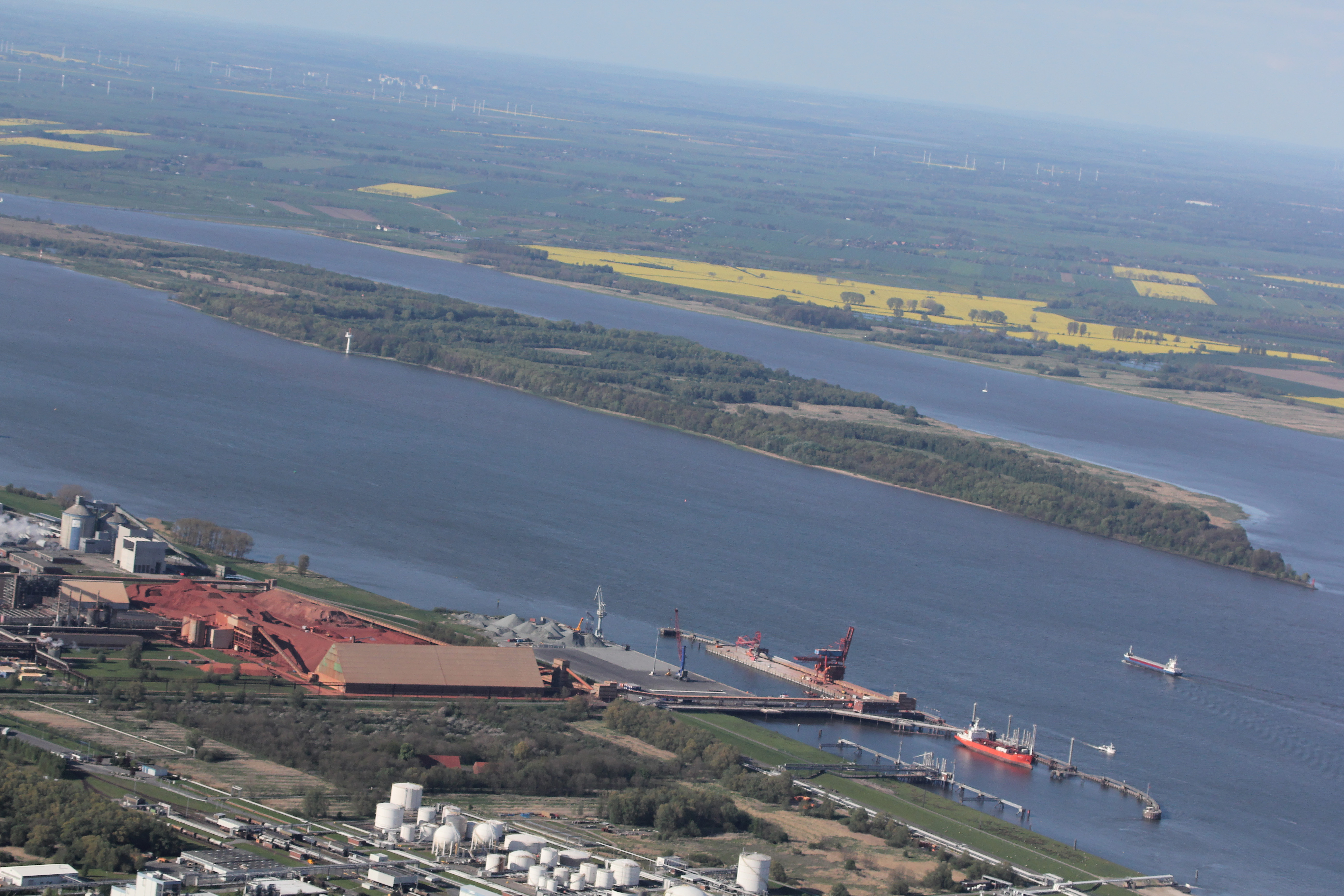
Blick auf Pagensand und den Seehafen Stade
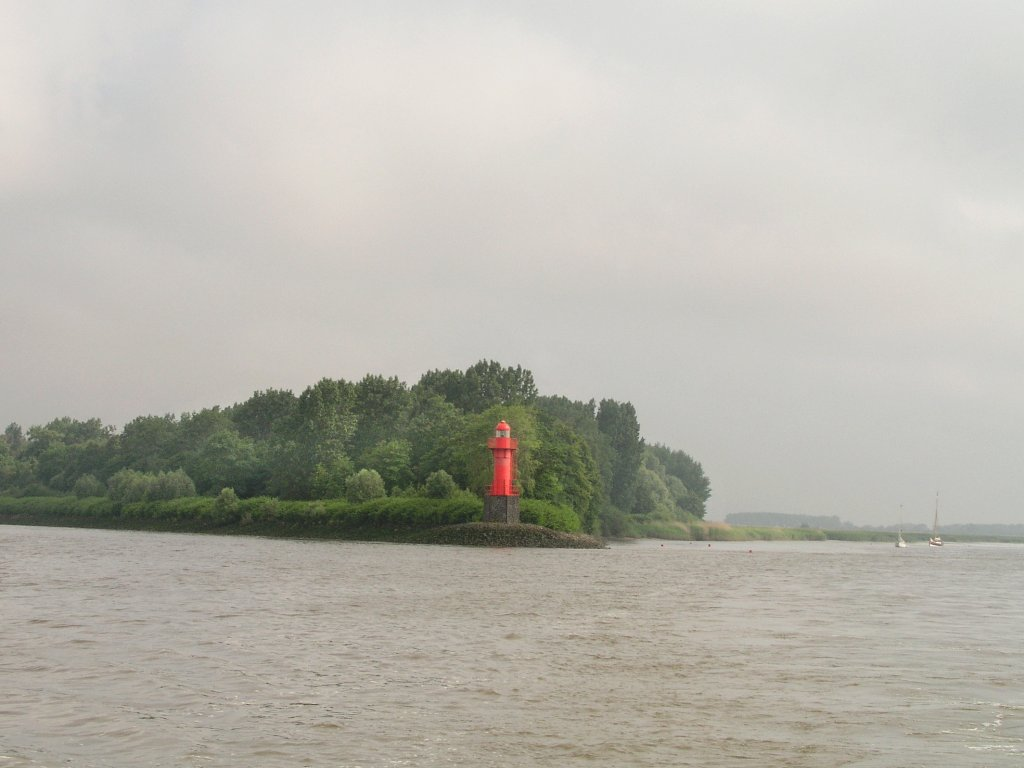
Südspitze von Pagensand
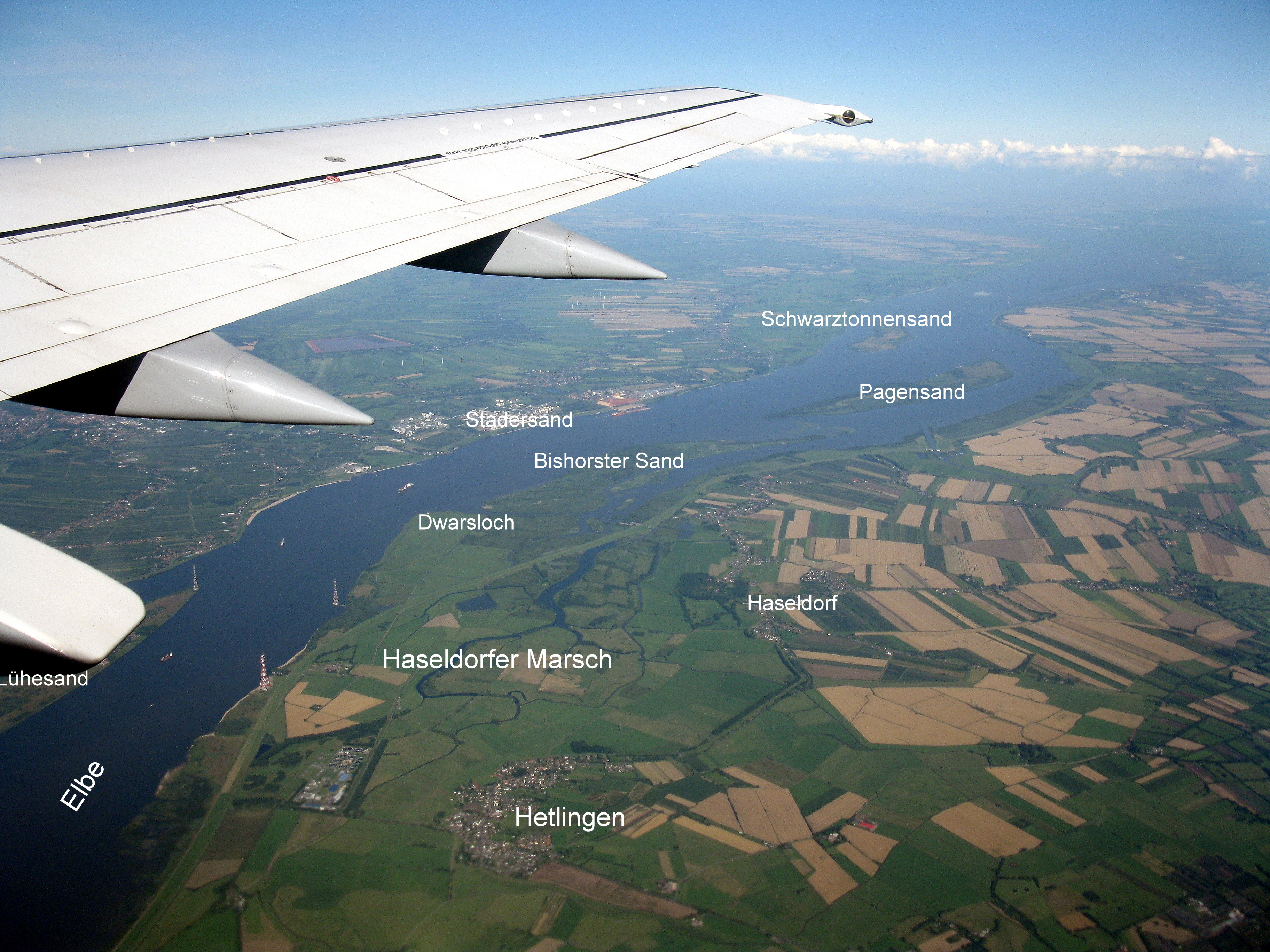
Unterelbe mit Pagensand
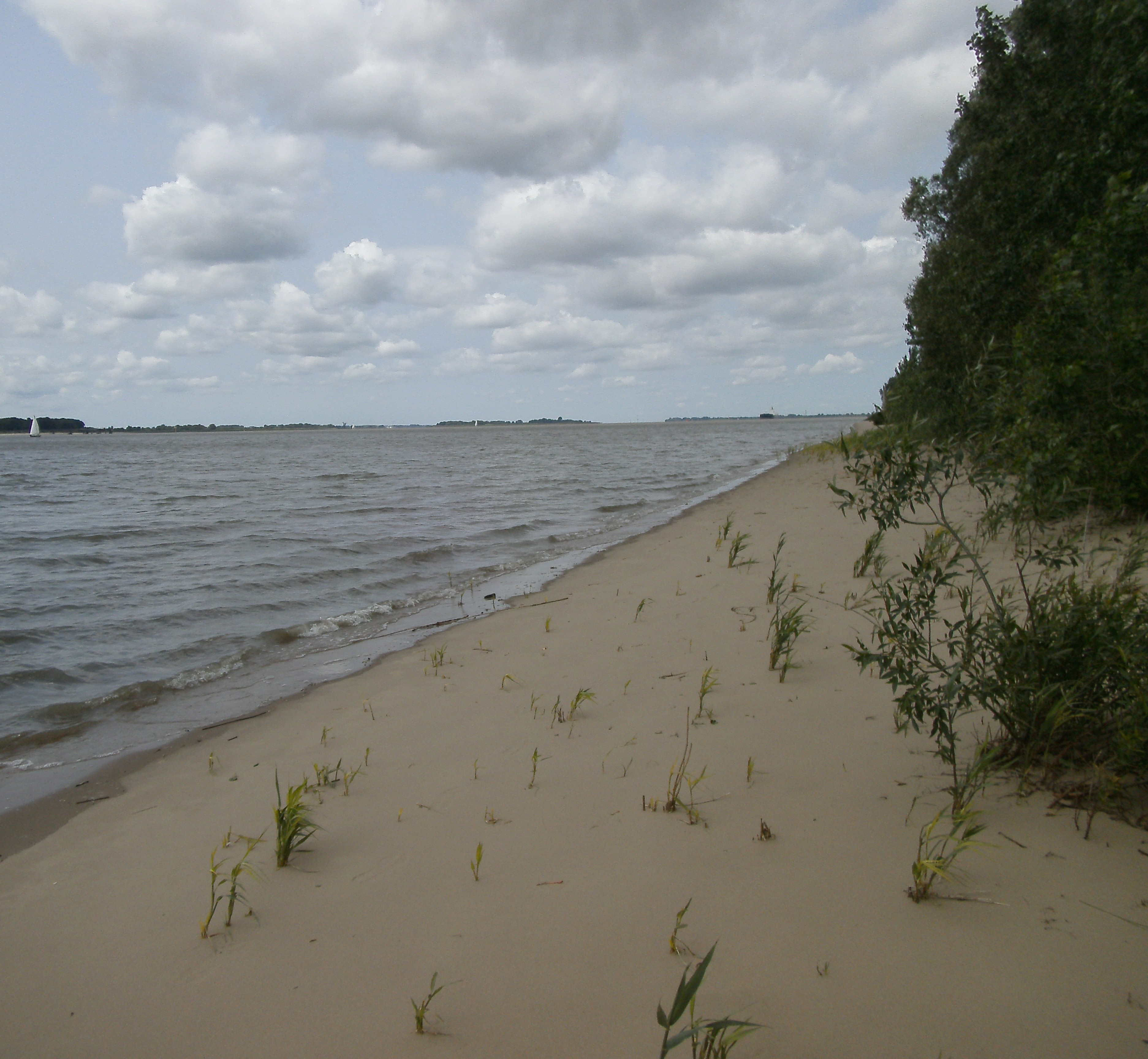
Pagensand, Westufer nahe der Südspitze (zu Nds. gehörend)
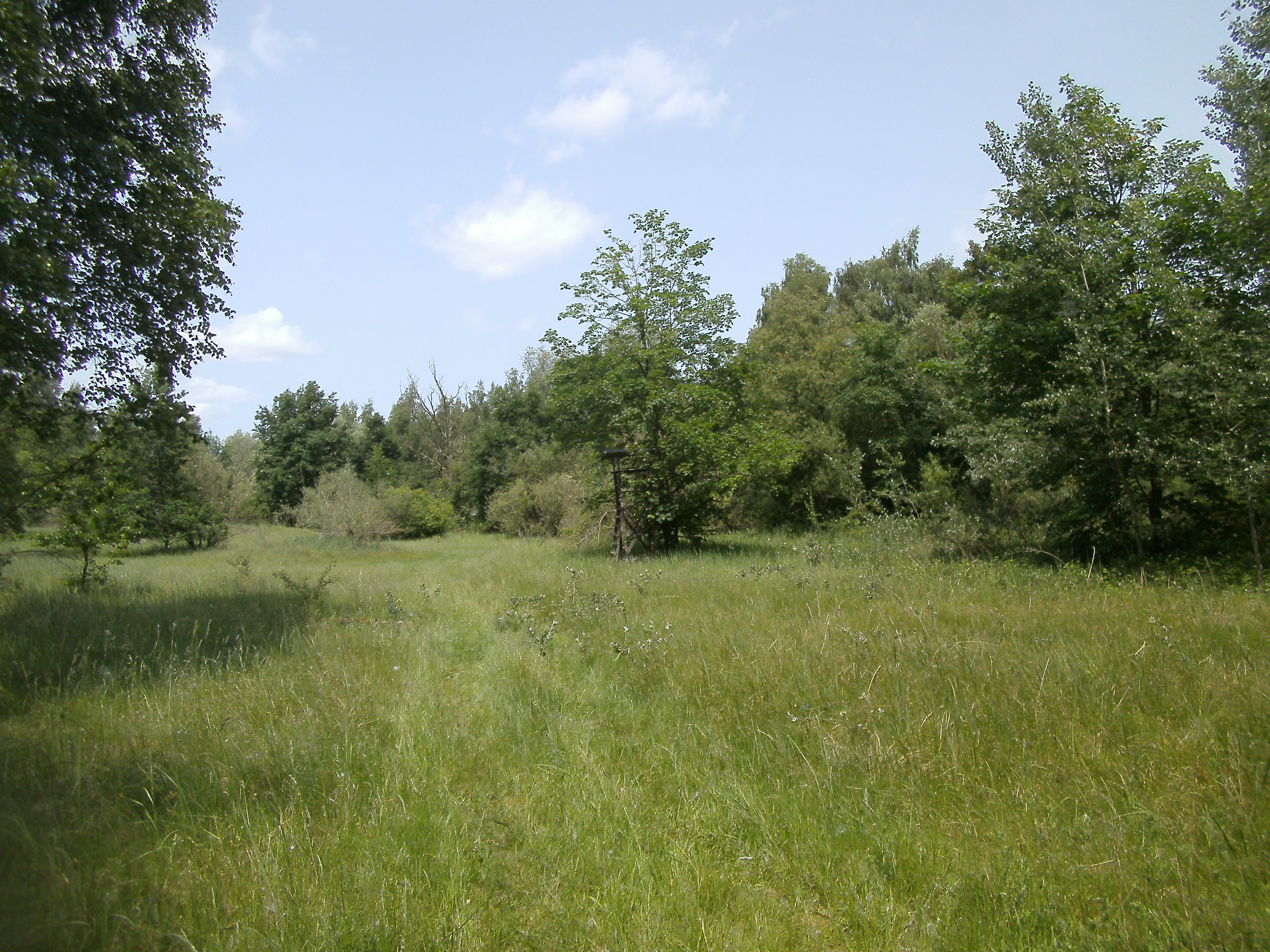
Vegetation auf Pagensand

## Literarischer Schauplatz
Pagensand spielt in der Jugendbuchreihe „Die Acht vom großen Fluß“ der Autorin Gabriele Kuhnke unter dem Namen „Bananensand“ eine große Rolle. Des Weiteren ist Pagensand Haupthandlungsort in dem von Uwe Timm verfassten Abenteuerroman für Kinder „Der Schatz auf Pagensand“. Vier Kinder unternehmen in den Sommerferien eine Bootstour auf der Unterelbe und erleiden vor Pagensand Schiffbruch, wo sie nun mit allerlei Merkwürdigkeiten konfrontiert werden.